# Lasioglossum pavo
Lasioglossum pavo är en biart som beskrevs av Sakagami 1989. Lasioglossum pavo ingår i släktet smalbin, och familjen vägbin. Inga underarter finns listade i Catalogue of Life.